# Postmillenarismo
Nella teologia cristiana della fine dei tempi (escatologia), il postmillenarismo è una interpretazione del capitolo XX dell'Apocalisse di Giovanni che prevede la seconda venuta di Cristo dopo (in latino post-) il "Millennium", un'epoca d'oro in cui prospera l'etica cristiana. Il termine prevede diverse soluzioni interpretative, ed è in contrasto con il premillenarismo e, in misura minore, con l'amillenarismo.
Il postmillenarismo sostiene che Gesù Cristo crea il suo regno sulla terra, attraverso la sua predicazione e l'opera redentrice, a partire dal primo secolo e che riempie il mondo con il Vangelo predicato dalla chiesa, le dà il potere dello Spirito e la incarica del Grande Mandato (Mt 28,19) per disciplinare tutte le nazioni. Il postmillenarismo si aspetta che alla fine, in un futuro lontano, la stragrande maggioranza degli uomini verranno salvati. Il crescente successo del Vangelo gradualmente produce un momento nella storia prima del ritorno di Cristo, in cui la fede, la giustizia, la pace e la prosperità prevarranno sugli affari degli uomini e delle nazioni. Dopo una lunga epoca di tali condizioni Gesù Cristo ritornerà visibile, corporeo, e gloriosamente, per concludere la storia con la risurrezione generale e il giudizio finale al termine del quale seguirà l'ordine eterno.
Il postmillenarismo fu una credenza teologica dominante tra i protestanti americani che promossero movimenti di riforma nel XIX e XX secolo, come l'abolizionismo e il Vangelo sociale. Divenne uno dei principi fondamentali di un movimento noto come ricostruzionismo cristiano. Venne criticato dai religiosi conservatori del XX secolo come un tentativo di immanentizzare l'escatologia.

## Scenario
La Dichiarazione di Savoy, del 1658, una delle prime dichiarazioni di credo religioso sull'escatologia postmillenarista:
(Dichiarazione di Savoy (26.5))
John Jefferson Davis nota che le prospettive postmillenariste furono articolate da uomini come  John Owen nel XVII secolo,  Jonathan Edwards nel XVIII secolo e Charles Hodge nel XIX secolo. Davis sostiene che fu la visione dominante nel XIX secolo, ma venne eclissata dalle altre posizioni millenariste entro la fine della prima guerra mondiale a causa del "pessimismo e della disillusione generata dalle condizioni della guerra."

## Riforme
George M. Fredrickson sostiene, "La convinzione che una rinascita religiosa ed il conseguente miglioramento della fede umana e della morale avrebbe poi inaugurato mille anni di pace e di giustizia antecedente alla seconda venuta di Cristo, fu un impulso alla promozione di riforme progressiste, come gli storici hanno spesso fatto notare." Durante il secondo grande risveglio degli anni 1830, alcuni teologi erano convinti che il millennio sarebbe arrivato in pochi anni, ma entro il 1840, tuttavia, il grande giorno si era ritirato verso un futuro molto più lontano, e il postmillenarismo divenne la dimensione religiosa della più ampia classe media americana, trasformata un'ideologia di progresso morale e materiale costante.

## Idee chiave
Anche se alcuni postmillenaristi premevano per un millennio letterale di 1000 anni, altri vedevano i mille anni più come un termine figurato per un lungo periodo di tempo (simile a tal riguardo agli amillenaristi). Tra quelli che optavano per un "millennio" non letterale si diffuse laconvinzione che esso fosse già iniziato, il che implicava un genere meno evidente e meno drammatico di millennio di quello tipicamente previsto dai premillenaristi, e quindi un più inatteso ritorno di Cristo.
Il postmilleniarismo insegnava anche che le forze di satana sarebbero state gradualmente sconfitte dalla espansione del Regno di Dio nel corso della storia fino alla seconda venuta del Cristo. Questa convinzione che il bene avrebbe gradualmente vinto il male, ha portò i sostenitori del postmilleniarismo ad etichettare se stessi "optimilleniaristi" in contrasto con "pessimilleniaristi" (premilleniaristi e amilleniaristi).
Molti postmilleniaristi adottano anche alcune forme di preterismo, sostenendo che molte delle profezie della Bibbia degli ultimi tempi erano già state soddisfatte. Diversi postmilleniaristi chiave, tuttavia, non adottarono il preterismo rispetto al Libro della Rivelazione, tra i quali B. B. Warfield, Francis Nigel Lee e Rousas John Rushdoony.

## Tipi

### Differenze

Comparazione dell'interpretazione cristiana del millennio

I postmillenaristi divergevano sulla portata della conquista del Vangelo. La maggior parte di essi non credeva in un'apostasia, e come B. B. Warfield, credevano che l'apostasia si riferisse al rifiuto del cristianesimo del popolo ebraico sia durante il primo secolo o, probabilmente, fino al ritorno di Cristo alla fine del millennio. Questa prospettiva postmilleniarista contrasta con il pensiero delle scuole amilleniali e premilleniali sull'escatologia.
Tuttavia c'era una minoranza di studiosi postmilleniaristi, che negavano l'idea di un'apostasia finale, per quanto riguarda la conquista del Vangelo accesa dal come totale e assoluta, in modo che non sarebbero rimasti individui non salvati dopo che lo Spirito Santo si fosse completamente riversato su ogni carne. Questa scuola di minoranza, promossa da Benjamin B. Warfield e sostenuta da un lavoro esegetico di H.A.W. Meyer, iniziò a guadagnare terreno, anche alterando il pensiero di alcuni postmillenaristi in precedenza nel campo della maggioranza, come ad esempio Loraine Boettner e R. J. Rushdoony.
L'attrazione della posizione di minoranza, a parte la sua evidente mossa di interpretare letteralmente le scritture chiave (Giovanni 12:32 NIV); (Romansi 11:25–26 NIV); (Ebrei 10:13 NIV); (Isaia 2:4 NIV); (Is 9:7 NIV etc.), venne presa da Boettner dopo il suo cambio di posizione: la forma maggioritaria dei postmillenaristi manca di una chiave di volta, che la versione di Warfield non manca di offrire. Anche Warfield legò le sue opinioni ad un'insolita interpretazione di (Matteo 5:18 NIV), premessa all'esegesi di Meyer dello stesso passaggio, che presupponeva una conquista globale del Vangelo in modo che la profezia supposta in questo versetto si realizzasse, cosa che inesorabilmente portava ad un adempimento letterale della terza petizione del Padre nostro: "Sia fatta la tua volontà, così in cielo come in terra".
Giovanni Calvino era d'accordo su quella parte del Padre nostro, ma adottò la posizione di minoranza postmillenarista, ma Calvino, e più tardi Charles Spurgeon, furono notevolmente incoerenti su questioni escatologiche. Spurgeon pronunciò un discorso sul Salmo 72 difendendo esplicitamente la forma assoluta di postmilleniarismo tenuta dal campo di minoranza oggi, ma in altre occasioni difese il premillenarismo. Inoltre, data la natura delle idee di Warfield, egli disprezzava le etichette millenarie, preferendo il termine "universalismo escatologico" per il marchio postmilleniarista associato al suo pensiero.

### Differenze di significato
I postmillenaristi divergono anche sui mezzi di conquista del Vangelo. Il revivalismo postmillenarista è una forma di dottrina detenuta dai puritani ed alcuni oggi, che insegna che il millennio verrà non dai cristiani che cambiano la società dall'alto verso il basso (vale a dire, attraverso le sue istituzioni politiche e giuridiche), ma dal basso verso l'alto a livello di base (cioè cambiando i cuori e le menti delle persone).
I ricostruzionisti postmilleniaristi, d'altra parte, videro che dalle radici della predicazione del Vangelo ed esplicitamente con l'educazione cristiana, i cristiani avrebbero dovuto impostare anche il cambiamento delle istituzioni giuridiche e politiche della società in accordo con la Bibbia, ed anche a volte con la teonomia e l'etica. I revivalisti negarono che le stesse regole giuridiche e politiche, applicate allo stato teocratico dell'antica Israele avrebbero potuto applicarsi direttamente alla società moderna che non era più direttamente governata dai profeti, sacerdoti e re d'Israele. Negli Stati Uniti d'America, le forme più importanti e organizzate di postmilleniarismo si basarono sul ricostruzionismo cristiano e spinsero per una forma di ricostruzionismo postmilleniarista avanzato da R.J. Rushdoony, Gary North, Kenneth Gentry e Greg Bahnsen.